# Maui Invitational
Le Maui Invitational est un tournoi universitaire américain de basket-ball qui se déroule chaque année vers la fin novembre, en général autour de Thanksgiving. Il a lieu à Lahaina, sur l'île de Maui (Hawaï) et est organisé par la Chaminade University of Honolulu (qui y participe chaque année). Le tournoi, diffusé sur ESPN, fut créé en 1984 et fut un des premiers tournois de pré-saison. C'est avec le tournoi NIT de pré-saison, un des plus importants tournois de la pré-saison universitaire.

## Histoire
L'origine de ce tournoi remonte à une des plus grosses surprises de l’histoire du basket-ball universitaire : Chaminade, alors une équipe NAIA (aujourd’hui la Division II de la NCAA) bat le 23 décembre 1982 à Hawaii l'équipe la mieux classée du pays, les Cavaliers de la Virginie et son joueur vedette Ralph Sampson.
Peu de temps après cette victoire surprenante, l'entraîneur des Cavaliers, Terry Holland, félicite le directeur des sports de Chaminade, Mike Vasconcellos, et lui suggère d'étudier la mise en place d'un tournoi à Hawaii. Deux ans plus tard, le Maui Classic, se tient pour la première fois. Chaminade perd en finale contre les Friars de Providence.
Les frais liés au voyage de chaque équipe sont entièrement remboursés. Cela permet à des universités de petites conférences ou de mid-majors d’affronter sur terrain neutre quelques-unes des meilleures équipes universitaires des États-Unis. Les 12 arbitres qui officient lors de ce tournoi sont parmi les meilleurs du pays. La plupart ont arbitré plusieurs années lors du tournoi NCAA. Selon le journaliste Jim O’Connell, le Maui Invitational est le « meilleur tournoi de la saison du pays – le standard auquel tous les autres se réfèrent »[réf. nécessaire]. Au total, 93 universités représentant 21 conférences et 39 États ont pris part au tournoi.
Le tournoi de 2023 a été déplacé à Honolulu après que la majeure partie de la communauté de Lahaina ait été détruite par des feux de forêt. Le lieu normal du Lahaina Civic Center n’a subi que des dommages minimes et le tournoi y reviendra en 2024.

## Liste des finales du Maui Invitational
| Année | Vainqueur      | Score  | Perdant         | MVP                                                           |
| ----- | -------------- | ------ | --------------- | ------------------------------------------------------------- |
| 1984  | Providence     | 60-58  | Chaminade       | Patrick Langlois, Chaminade                                   |
| 1985  | Michigan       | 80-58  | Kansas State    | Dell Curry, Virginia Tech                                     |
| 1986  | Vanderbilt     | 87-71  | New Mexico      | Will Perdue, Vanderbilt                                       |
| 1987  | Iowa           | 97-74  | Villanova       | Toute l'équipe d'Iowa                                         |
| 1988  | Michigan       | 91-81  | Oklahoma        | Glen Rice, Michigan                                           |
| 1989  | Missouri       | 80-73  | North Carolina  | Doug Smith, Missouri                                          |
| 1990  | Syracuse       | 77-74  | Indiana         | Billy Owens, Syracuse                                         |
| 1991  | Michigan State | 86-61  | Arkansas        | George Gilmore, Chaminade                                     |
| 1992  | Duke           | 89-66  | BYU             | Bobby Hurley, Duke Anfernee « Penny » Hardaway, Memphis State |
| 1993  | Kentucky       | 93-92  | Arizona         | Travis Ford, Kentucky                                         |
| 1994  | Arizona State  | 97-90  | Maryland        | Mario Bennett, Arizona State                                  |
| 1995  | Villanova      | 77-75  | North Carolina  | Kerry Kittles, Villanova                                      |
| 1996  | Kansas         | 80-63  | Virginia        | Raef LaFrentz, Kansas                                         |
| 1997  | Duke           | 95-87  | Arizona         | Steve Wojciechowski, Duke                                     |
| 1998  | Syracuse       | 76-63  | Indiana         | Jason Hart, Syracuse                                          |
| 1999  | North Carolina | 90-75  | Purdue          | Joseph Forte, North Carolina                                  |
| 2000  | Arizona        | 79-76  | Illinois        | Michael Wright, Arizona                                       |
| 2001  | Duke           | 83-71  | Ball State      | Mike Dunleavy, Jr., Duke                                      |
| 2002  | Indiana        | 70-63  | Virginia        | Bracey Wright, Indiana                                        |
| 2003  | Dayton         | 82-72  | Hawaii          | Keith Waleskowski, Dayton                                     |
| 2004  | North Carolina | 106-92 | Iowa            | Raymond Felton, North Carolina                                |
| 2005  | UConn          | 65-63  | Gonzaga         | Adam Morrison, Gonzaga                                        |
| 2006  | UCLA           | 88-73  | Georgia Tech    | Darren Collison, UCLA                                         |
| 2007  | Duke           | 77-73  | Marquette       | Kyle Singler, Duke                                            |
| 2008  | North Carolina | 102-87 | Notre Dame      | Ty Lawson, North Carolina                                     |
| 2009  | Gonzaga        | 61-59* | Cincinnati      | Matt Bouldin (en) et Steven Gray, Gonzaga                     |
| 2010  | UConn          | 84-67  | Kentucky        | Kemba Walker, UConn                                           |
| 2011  | Duke           | 68-61  | Kansas          | Ryan Kelly, Duke                                              |
| 2012  | Illinois       | 78-61  | Butler          | Brandon Paul, Illinois                                        |
| 2013  | Syracuse       | 74-67  | Baylor          | C.J. Fair, Syracuse                                           |
| 2014  | Arizona        | 61-59  | San Diego State | Stanley Johnson, Arizona                                      |
| 2015  | Kansas         | 70-63  | Vanderbilt      | Wayne Selden Jr. et Frank Mason III, Kansas                   |
| 2016  | North Carolina | 71-56  | Wisconsin       | Joel Berry II, North Carolina                                 |
| 2017  | Notre Dame     | 67-66  | Wichita State   | Matt Farrell, Notre Dame                                      |
| 2018  | Gonzaga        | 89-87  | Duke            | Rui Hachimura, Gonzaga                                        |
| 2019  | Kansas         | 90-84* | Dayton          | Udoka Azubuike et Devon Dotson, Kansas                        |
| 2020  | Texas          | 69-67  | North Carolina  | Matt Coleman III (en), Texas                                  |
| 2021  | Wisconsin      | 61-55  | Saint Mary's    | Johnny Davis, Wisconsin                                       |
| 2022  | Arizona        | 81-79  | Creighton       | Oumar Ballo (en), Arizona                                     |
| 2023  | Purdue         | 78-75  | Marquette       | Zach Edey, Purdue                                             |
| 2024  | Auburn         | 90-76  | Memphis         | Johni Broome, Auburn                                          |